# Galium corymbosum
Galium corymbosum är en måreväxtart som beskrevs av Hipólito Ruiz López och Pav.. Galium corymbosum ingår i släktet måror, och familjen måreväxter. Inga underarter finns listade i Catalogue of Life.